# Тафриновые (порядок)
Тафри́новые, или тафрина́льные (лат. Taphrinales) — порядок грибов-аскомицетов, входящий в монотипный класс Тафриномице́ты (Taphrinomycetes), или Архиаскомице́ты (Archiascomycetes Nishida & Sugiy. 1994).
Все известные представители — паразиты высших растений, вызывающие различные патологические изменения: образование галлов и других деформаций листьев и побегов, пятнистость, «ведьмины мётлы», поражения плодов, называемые «кармашками» или «дутыми плодами» (семя не развивается, внутри плода образуется полость). Могут существовать в мицелиальной или дрожжевой форме, причём мицелиальные формы являются облигатными биотрофами и развиваются только в тканях заражённого растения, а тафриновые дрожжи ведут сапротрофный образ жизни и размножаются бесполым способом (почкованием). Ряд представителей образует дрожжевые колонии только в условиях лабораторного культивирования, а в природе эта форма у них неизвестна. Мицелий бывает однолетним, прекращающим жизнедеятельность после спороношения или многолетним, зимующим в тканях растений. В жизненном цикле тафриновых преобладает дикариотический мицелий, что сближает их с базидиомицетами. Дикариотизация происходит обычно на стадии аскоспор или почкующихся бластоспор (последние представляют собой клетки дрожжевой формы) путём деления ядра или конъюгации двух клеток.
Порядок состоит из двух семейств, в которые входят 8 родов и около 140 видов.
- Тафриновые (Taphrinaceae) в современной систематике содержат единственный род Тафрина (Taphrina). Паразитируют на папоротниках и многих цветковых растениях. Сумки этих грибов, формирующие 4 или 8 аскоспор, вырастают на поверхности поражённых органов растений и могут образовывать плотный слой, подобный гимению или отдельные пучки, но между сумками никогда не прорастают стерильные гифы. Аскоспоры могут начать почковаться до освобождения, в таких случаях полость сумки оказывается заполненной не аскоспорами, а множеством более мелких бластоспор. Дрожжевые колонии многих видов описаны в составе анаморфного рода Lalaria R.T.Moore 1990.
- Протомициевые (Protomycetaceae), или Протомицетовые ранее относились к одноимённому монотипному порядку (Protomycetales), а в 1999 году У. Эрикссоном включены в порядок тафриновых, такая систематика принята в Словаре грибов Эйнсуорта и Бисби начиная с 9 издания (2001). Аскоспоры образуются в аскогенных клетках, которые обычно располагаются в тканях растений или под эпидермисом. Для ряда представителей семейства характерно образование синасков, или сложных сумок. Синаск развивается из аскогенной клетки, он представляет собой многоядерное пузыревидное образование, каждое ядро в котором делится мейотически и формирует аскоспоры. Протомициевые паразитируют на растениях из семейств Зонтичные (Apiaceae) и Астровые (Asteraceae).